# Ostatnie takie trio
Ostatnie takie trio – polski telewizyjny film fabularny z roku 1976, w reżyserii Jerzego Obłamskiego.
Film jest poetycką opowieścią o dylemacie kobiety, wyborze między miłością a pragmatyzmem. Rodzice chcą wydać córkę za zamożnego konkurenta, tymczasem jej serce należy do młodszego.

## Fabuła
Tytułowe trio wędrownych grajków (w rolach muzyków wystąpili Zbigniew Zapasiewicz, Ryszard Ronczewski i Mirosław Otrębus) ma wystąpić na wiejskim weselu młodej dziewczyny (Joanna Szczepkowska) z bogatym Amerykaninem. Tuż przed ślubem były chłopak panny młodej (Borys Marynowski) zamawia zagranie melodii, budzącej u dziewczyny wspomnienia o wspólnej przeszłości. Niedoszła mężatka ucieka sprzed ołtarza i odjeżdża wraz z chłopakiem na motocyklu.

## Obsada
- Zbigniew Zapasiewicz – „Cygan”
- Ryszard Ronczewski – Karol
- Mirosław Otrębus – „Młodziak”
- Joanna Szczepkowska – panna młoda
- Borys Marynowski – ukochany panny młodej
- Jack Recknitz – narzeczony panny młodej (nie występuje w napisach)
- Witold Dederko – starzec z kosą